# Michael Wilding junior
Michael Wilding jr. (* 6. Januar 1953 in London, England als Michael Howard Wilding) ist ein US-amerikanischer Schauspieler. 

## Leben
Seine Eltern sind die Schauspieler Elizabeth Taylor und Michael Wilding. Er war das erste von insgesamt vier Kindern Taylors.
Wilding Jr. trat in den 1980er-Jahren zeitweise in die Fußstapfen seiner Eltern, allerdings ohne einen ähnlichen Erfolg zu erzielen. Seine erste nennenswerte Rolle hatte er 1984 im Musikfilm Blame It on the Night. Ein Jahr später übernahm er in der US-Soap Springfield Story eine Hauptrolle. Er spielte die Rolle des Jackson Freemont bis 1987. 1989 spielte er in acht Folgen der Fernsehserie Dallas die Rolle des Alex Barton, der J.R. die Frau ausspannen will. Ebenfalls 1989 spielte er an der Seite seiner Mutter in der von Nicolas Roeg inszenierten Fernsehverfilmung von Tennessee Williams’ Süßer Vogel Jugend. Danach erfolgten keine weiteren Film- und Fernsehauftritte mehr. Gegenwärtig lebt und arbeitet er als Bildhauer in Santa Fe, New Mexico.
Michael Wilding jr. hat aus erster Ehe ein Kind. Seit 1982 ist er in zweiter Ehe mit Brooke Palance verheiratet, der Tochter des Schauspielers Jack Palance. Das Paar hat ein Kind.